# Gotfryd II von Raabs
Gotfryd II von Raabs (zm. ok. 1137) - od ok. 1105 do około 1137 burgrabią Norymbergi, wraz z młodszym bratem Konradem I von Raabs.
Pochodził z rodziny grafów von Raabs. Był synem Gotfryda I von Gosham i wujem Ulricha von Gosham. Nazwisko "von Raabs" pochodzi od zamku Raabs (Raabs an der Thaya) w Dolnej Austrii (Niederösterreich).
W 1105 zamek norymberski i miasto Norymberga zostały zniszczone w trakcie walk między cesarzem Henrykiem IV a jego synem Henrykiem V. Dla zapewnienia miastu i zamkowi lepszej ochrony oraz sprawniejszego zarządu, cesarz powierzył Gotfrydowi II i Konradowi pieczę nad zamkiem. Zostali w ten sposób pierwszymi burgrabiami (kasztelanami) Norymbergi. Co prawda, tytułem burggravius de Norinberg posługiwał się prawdopodobnie dopiero syn Gotfryda II - Gotfryd III von Raabs. W ówczesnych Niemczech burgrabia zarządzał bowiem miastem w imieniu cesarza (króla Niemiec).
Po śmierci Gotfryda II funkcję burgrabiego przejął jego brat Konrad, a po nim Gotfryd III.